# Jorge Mosset Iturraspe
Jorge Mosset Iturraspe (Santa Fe de la Veracruz, 21 de julio de 1930 - Santa Fe, 24 de mayo de 2021) fue un abogado civilista, jurista, doctor en Ciencias Jurídicas y Sociales, profesor universitario, conferencista y autor de diversa cantidad de libros argentinos.

## Biografía
El reconocido Dr. Mosset Iturraspe se casó con Marcela Pujato con quien tuvo varios hijos.
Se desempeñó como profesor titular por concurso de Obligaciones Civiles y Comerciales y Contratos Civiles y Comerciales en la Facultad de Derecho de la Universidad de Buenos Aires. Aunque su gran amor para la docencia fue la Facultad de Ciencias Jurídicas y Sociales de la Universidad Nacional del Litoral, donde desarrolló primordialmente su actividad docente y académica. Allí fue profesor por largos años de Derecho Civil, en particular de las asignaturas Obligaciones y Contratos, siendo luego distinguido con el título de doctor honoris causa
Así las cosas, Mosset Iturraspe ingresó a la U.N.L. en el año 1955 como profesor titular sin concurso a la Cátedra de Contratos. Luego de varios años, concretamente en 1976 se convirtió en Decano de la Facultad de Ciencias Jurídicas y Sociales de la U.N.L.
En el año 1984 tuvo un breve pasar como conjuez de la Cámara Federal de Apelaciones de Rosario y de la Corte Suprema de Justicia de la Nación, este último, cargo que repetiría en 1986 y 1989.
También fue profesor de Arquitectura Legal, a la que renunció en febrero de 1987 para convertirse en titular interino de la Facultad de Arquitectura de la Universidad Nacional del Litoral. Mientras que en junio de este mismo año, se convertiría en Director el Instituto de Derecho Privado de la U.N.L.
Ya en noviembre de 1988 se convertiría en Jurado Titular para atender a los Concursos, para proveer cargos docentes Facultad de Ciencias Sociales y Políticas en la Universidad del Nordeste (Corrientes) y en diciembre de este año el Decano de Ciencias Económicas de la Universidad Nacional de Mar del Plata lo nombra como jurado para el cargo de Profesor Titular ordinario en la Cátedra de Derecho Privado II (Contratos).
Ante tanta vasta experiencia, en el año 1989, concursa para ser titular de la Cátedra de Contratos  de la Facultad de Derecho de la U.N.L. y sale ganador. Al poco tiempo, ese mismo año, Mosset gana la Cátedra de Profesor Titular por Concurso en la Facultad de Derecho de la U.B.A., Civil III, con 10 puntos y elogioso dictamen. Aunque renunciaría en marzo de 1995 como titular de la materia a cargo en la Facultad de Derecho de la UBA.
En el plano internacional, ya renombrado y con diversas obras a su nombre, en marzo de 1990 es elegido como Jurado Internacional de Tesis Doctoral en la Universidad de Porto Alegre, Brasil.
En septiembre de 1990, el Ministerio de Educación y Justicia de la Nación lo comisiona (ad honorem), para integrar la Comisión para "La Reforma de la Legislación Civil" conjuntamente con los laureados doctores Alberto Bueres, Gustavo Bossert, Manuel Antonio Laquis, Eduardo Zanonni, y Héctor María García Cuerva.
En junio de 1992, fue nombrado Profesor Titular de Obligaciones en la Facultad de Derecho de la U.B.A..
En abril de 1993, se torna Profesor Titular en el Curso de Doctorado en Ciencias Jurídicas y Sociales de la Universidad Católica de Santa Fe.
En marzo de 1994 se convirtió en profesor de posgrado en la Universidad de Belgrano y en abril de este mismo año, en profesor de posgrado en la Universidad de Palermo.
Durante el periodo 1995-1997, fue Vicepresidente del Colegio de Abogados de Santa Fe.
En abril de 1999, se convirtió en profesor de doctorado de la Universidad Católica del Chaco y Profesor de Postgrado de Especialización en Administración de Justicia de la UBA.
En octubre de ese mismo año, el Colegio de Abogados de La Matanza hizo entrega del Premio Anual Medalla de Oro y diploma al mejor abogado del año.
Fue designado Miembro Honorario del Instituto de Filosofía del Derecho de la Universidad Nacional de Lomas de Zamora en mayo de 2002. Mientras que en mayo de ese año se convirtió en Profesor en el Postgrado en el Derecho de los Negocios de la UNC.
El 12 de septiembre de 2006 recibió el Premio Konex y el Diploma al mérito en Derecho Civil, a una de las 5 mejores figuras de la última década.
Como explican los abogados Héctor Alegría y Miguel Piedecasas, Mosset fue uno de los grandes innovadores del pensamiento jurídico en el ámbito del derecho privado, con reconocimiento nacional e internacional.
Conocedor de las limitaciones que su enfermedad le imponía para seguir trabajando, estudiando y enseñando desde su estudio, en el curso del año 2020 donó integralmente su biblioteca jurídica a la Facultad de Derecho de la UNL (su Facultad), siendo que se computaban en ella obras jurídicas clásicas y actuales de incalculable valor.
Mosset Iturraspe falleció en el 24 de mayo de 2021 en su cama, rodeado de su familia, con la bendición sacerdotal, sin sufrimientos físicos derivados de la cruel enfermedad que durante años supo sobrellevar.
Como legado, participó en más de 500 conferencias y congresos y fue autor de más de 80 libros jurídicos.